# Woodlarköarna

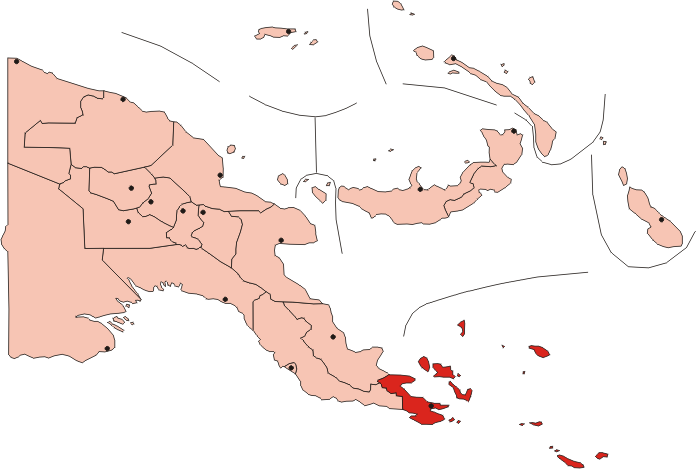
Milne Bay översikskarta

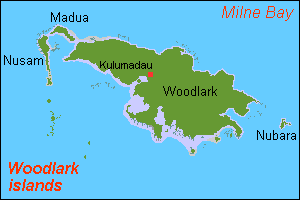
Woodlarköarna

Woodlarköarna eller Woodlarkön (även Muyua eller Murua) är en ögrupp i västra Stilla havet och tillhör Papua Nya Guinea. 

## Geografi
Woodlarköarna utgör en del av Milne Bay-provinsen och ligger cirka 240 kilometer nordöst om Papua Nya Guineas sydöstra kust väster om Trobriandöarna. Geografiskt ligger öarna i Melanesien.
Ögruppen är korallöar och har en areal om ca 874 km² och består av de större öarna:
- Woodlarkön, ca 739 km², huvudön
- Maduaön, nordväst om huvudön
- Nusamön, nordväst om huvudön
- Nubaraön, öster om huvudön
- Alcesterön, söder om huvudön
- Tokonaön, söder om huvudön
- samt ytterligare småöar och revområden.

Huvudön är ca 70 km lång och mellan 8 och 29 km bred. Den täcks till stora delar av regnskog och den högsta höjden är på ca 400 m ö.h. på öns södra del.
Befolkningen uppgår till ca 3.800 invånare  där de flesta bor i huvudorten Kulumadau vid Kwaiapan Bay på huvudöns mellersta del. Övriga större orter är Guasopa och Kaurai.
Ön kan endast nås med fartyg även om det finns ett gammalt flygfält från andra världskriget nära Guasopa Bay. Lämpliga ankarplatser finns vid Guasopa Bay och Suloga Point på öns södra del.

## Historia
Woodlarköarna har troligen länge bebotts av melanesier och det är inte nedtecknat när öarna upptäcktes.
Det europeiska namnet härstammar troligen från det australiska fartyget "Woodlark" som besökte ön 1836.
Åren 1934 till 1938 grävdes guld på ön men utvinningen återupptogs inte efter andra världskriget.
Under andra världskriget ockuperades ön av Japan. USA intog ön tillsammans med Kiriwina i juni 1943 under "Operation Chronicle". Därefter byggdes ett flygfält "Woodlark Airfield" på ön som stöd för USA:s fortsatta framryckning.